# Пежиці
Пежиці (пол. Perzyce, нім. Pirschütz) — село в Польщі, у гміні Здуни Кротошинського повіту Великопольського воєводства.
Населення — 258 осіб (2011).
У 1975-1998 роках село належало до Каліського воєводства.

## Демографія
Демографічна структура станом на 31 березня 2011 року:
|          | Загалом | Допрацездатний вік | Працездатний вік | Постпрацездатний вік |
| -------- | ------- | ------------------ | ---------------- | -------------------- |
| Чоловіки | 137     | 28                 | 95               | 14                   |
| Жінки    | 121     | 25                 | 71               | 25                   |
| Разом    | 258     | 53                 | 166              | 39                   |